# جون هويل (ناشط حقوق الإنسان)
جون هويل (بالإنجليزية: John Howell)‏ هو ناشط حقوق الإنسان أمريكي، ولد في 7 نوفمبر 1933، وتوفي في 28 يونيو 1988 بسبب مرض معد.